# 8e armée de la Garde
Pour les articles homonymes, voir 8e armée.
La 8e armée de la Garde est une grande unité soviétique créée en 1943 en renommant la 62e armée, pour honorer cette dernière après sa participation à la bataille de Stalingrad. La 8e de la Garde participe ensuite à la reconquête du Donbass puis la bataille du Dniepr en 1943, aux offensives Dniepr-Carpates puis Lublin-Brest en 1944, enfin à l'offensive Vistule-Oder et à la prise de Berlin en 1945.
Devenue une des unités de l'Armée soviétique, elle passe toute la guerre froide dans le Sud-Ouest de la République démocratique allemande, au sein du groupement des forces armées soviétiques en Allemagne. Rapatriée en Russie en 1991, elle est dissoute en 1992.
L'unité est rétablie en 2017 avec le nom de 8e armée combinée de la Garde de l'ordre de Lénine (en russe 8-я гвардейская общевойсковая ордена Ленина армия ; en abrégé 8 гв. ОА) est une armée des forces terrestres russes, dont le siège est à Novotcherkassk, près de Rostov, dans le district militaire sud de la Russie.

## Seconde Guerre mondiale
La 8e armée de la Garde soviétique est formée à partir de la 62e armée le 5 mai 1943 (ordre du 16 avril) : elle a reçu le statut d'unité de la Garde en reconnaissance de ses actions lors de la bataille de Stalingrad. Elle prend part à la défense de la rive droite du Donets, à l'offensive du Donbass en août et septembre, à l'offensive du Dnepr en août et décembre 1943, prenant également part à la prise de Zaporijjia. Au cours de l'hiver et du printemps 1944, l'armée participe à l'offensive Dniepr-Carpates et à la prise d'Odessa.
La 8e armée de la Garde est ensuite transférée dans la région de Kovel, au sein du premier front biélorusse, et combat dans l'offensive Lublin-Brest pendant l'été, conquérant Lublin, traversant la Vistule et s'emparant de la tête de pont de Magnuszew. L'armée défend la tête de pont jusqu'en janvier 1945, date à laquelle elle participe au lancement de l'offensive Vistule-Oder. L'armée aide à prendre Litzmannstadt, Posen et Custrin, avant de percer à Seelow et de prendre part à l'assaut final sur Berlin. Pendant la guerre, de Stalingrad à la fin, l'unité est dirigée par Vassili Tchouïkov : c'est lui qui reçoit la capitulation du général Weidling et de ce qui reste de la garnison berlinoise.

## Guerre froide
Après la guerre, l'armée est stationnée dans le Sud-Ouest de la République démocratique allemande, à Nohra, ses quatre divisions respectivement à Iéna, Halle, Ohrdruf et Naumbourg, couvrant le trouée de Fulda stratégique pendant la guerre froide. L'armée reçoit l'ordre de Lénine le 22 février 1968. En 1968, elle participe à l'invasion de la Tchécoslovaquie par le pacte de Varsovie.
En décembre 1991, la CEI remplace l'URSS (accord de Minsk le 8 ; accords d'Alma-Ata le 21 ; dissolution de l'Union le 25 décembre). Les Forces armées soviétiques deviennent les « Forces armées conjointes de la CEI », avant d'être partagées à partir de 1992 entre les différents nouveaux États souverains en fonction de leur lieu de garnison. Les Forces armées de la fédération de Russie sont créées le 7 mai 1992, puis le commandement commun de la CEI est dissous en juin 1993. La 8e armée soviétique devient donc la 8e armée russe, avec des effectifs réduits.

## Armée russe
En 1992, l'armée devenue russe retourne à Volgograd dans le district du Nord-Caucase ; elle est réduite le 1er juin 1993 à un corps d'armée, devenant le 8e corps d'armée de la Garde, lui même dissous en mai 1998.
Rétablie en 2017, la nouvelle 8e armée est destinée à être une pièce maîtresse du district militaire sud (en compagnie de la 49e armée à Stavropol, de la 58e armée à Vladikavkaz et du 22e corps d'armée à Sébastopol) : majoritairement installée autour de Rostov-sur-le-Don, elle est juste à côté de la frontière avec l'Ukraine, au niveau du Donbass. Les forces séparatistes des républiques de Donetsk et de Lougansk sont sous le commandement de l'état-major de la 8e armée de la Garde.

### Composition

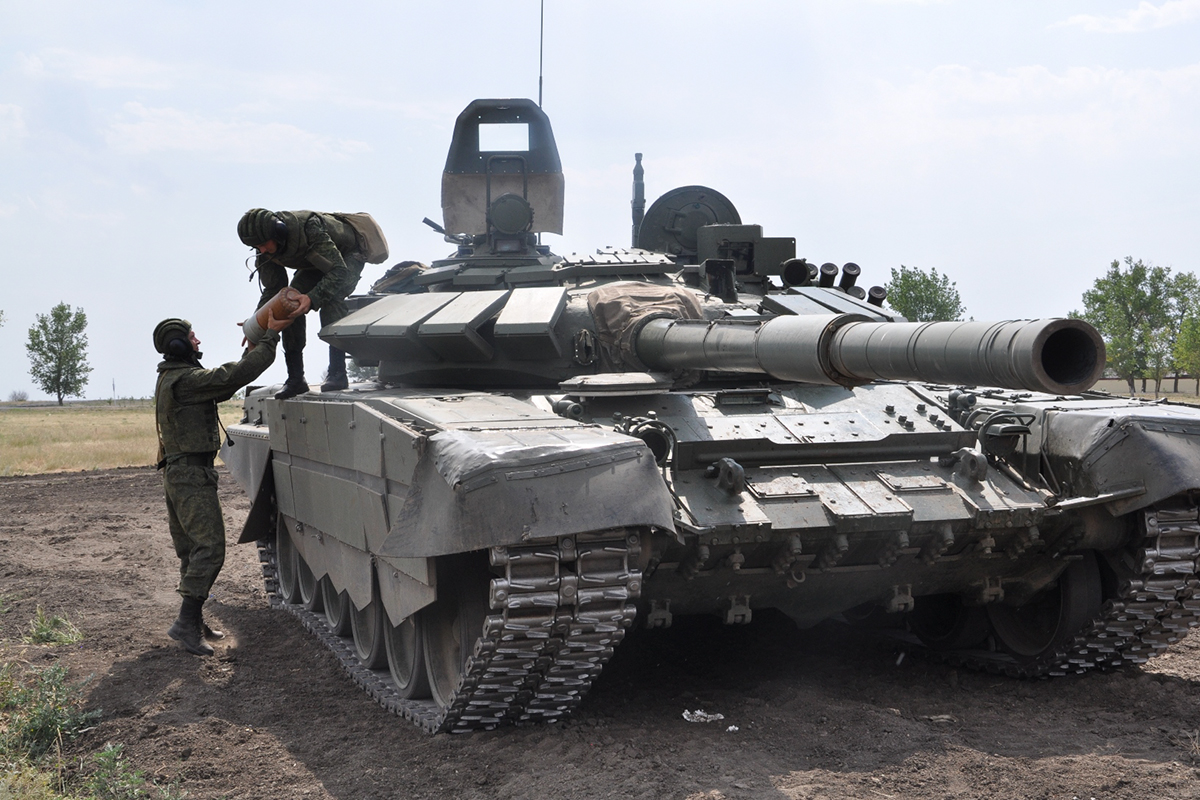
Chargement de munitions à bord d'un T-72B3 du de chars (celui qui était à Checkpoint Charlie en octobre 1961 avec ses T-55) sur le terrain d'entrainement de Kadamovski en 2018.

La 8e armée comprend en 2018 les unités suivantes :
- 133e bataillon de commandement, à Novotcherkassk dans l'oblast de Rostov ;
- 150e division de fusiliers motorisés Idritsko-Berlinskaïa, à Novotcherkassk :
  - 102e régiment de fusiliers motorisés Slonimsko-Pomeranski, à Persianovka (ru) dans l'oblast de Rostov ;
  - 103e régiment de fusiliers motorisés, à Kadamovskiy dans l'oblast de Rostov ;
  - 68e régiment de chars de la Garde Jitomirsko-Berlinski, à Persianovka ;
  - 163e régiment de chars de la Garde Nejinski, à Kuzminsky dans l'oblast de Rostov ;
  - 933e régiment de missiles antiaériens, à Millerovo ;
  - 381e régiment d'artillerie de la Garde, à Rostov-sur-le-Don ;
- 20e brigade de fusiliers motorisés de la Garde Prékarpatsko-Berlinskaïa, à Volgograd ;
- 102e base militaire, à Erevan en Arménie (avec détachement à Gyumri) ;
- 988e régiment de missiles antiaériens, à Gyumri ;
- 47e brigade de missiles, à Dyadkovskaïa dans le kraï de Krasnodar ;
- 439e brigade de missiles de la Garde, à Znamensk dans l'oblast d'Astrakhan ;
- 77e brigade de missiles antiaériens, à Korenovsk dans le kraï de Krasnodar ;
- 28e brigade de protection NBC (9 TOS-1 Buratino, 18 BMO-T avec RPO-A Chmel, véhicules de reconnaissance chimique, véhicules de décontamination et générateurs de fumée), à Kamychine dans l'oblast de Volgograd ;
- 11e brigade du génie de la Garde, à Kamensk-Chakhtinski dans l'oblast de Rostov[3] ;
- 99e brigade de soutien logistique, à Maïkop en Adyguée.

En 2021, la 20e brigade sert à la remise sur pied de la 20e division de fusiliers motorisés de la Garde.

### Invasion de l'Ukraine par la Russie
À partir du 24 février 2022, huit groupes tactiques de bataillon (BTG) de la 8e armée de la Garde participent à l'invasion russe de l'Ukraine sous le commandement du lieutenant-général Andreï Sytchevoï,, notamment les BTG de la 150e division qui ont comme premier objectif la prise de Marioupol.
Fin février, la 150e perce les défenses ukrainiennes et approche de la ville par l'est, tandis que la 19e division de la 58e armée arrive par l'ouest (via Berdiansk) ; l'encerclement est réalisé le 1er mars. À la mi-mars, les unités de la 150e prennent à leur charge la moitié orientale du siège de Marioupol, avec la 810e brigade d'infanterie de marine au nord-ouest ainsi qu'un bataillon de Tchétchènes (les Kadyrovtsy, faisant partie de la Garde nationale russe) en renfort.
Le major-général Oleg Mitiaïev, commandant de la 150e division, est tué pendant le siège de Marioupol le 15 mars 2022. Le lieutenant-général Andreï Mordvitchev, commandant de la 8e armée, est annoncé tué au combat par les renseignements ukrainiens lors d'une frappe aérienne de l'aéroport de Kherson le 18 mars,,. Cette information s’avère erronée lorsqu’une vidéo montrant Mordvitchev et Ramzan Kadyrov est diffusée dix jours plus tard. Le 16 avril, des responsables russes reconnaissent la mort au combat en Ukraine du commandant adjoint de l'armée, le général Vladimir Frolov.
La 8e armée est impliquée dans la contre-offensive ukrainienne de 2023 autour de la ville de Marïnka.

### Lectures complémentaires
- (en) Vassili Tchouïkov (trad. du russe), The Fall of Berlin, 1969.
- (ru) Vassili Tchouïkov, Начало пути, Moscow, Voenizdat,‎ 1959
- (ru) Vassili Tchouïkov, Гвардейцы Сталинграда идут на Запад, Moscow, Sovetskaya Rossiya,‎ 1972
- (ru) Vassili Tchouïkov, Конец третьего рейха, Moscow, Sovetskaya Rossiya,‎ 1973 (lire en ligne)
- (ru) Vassili Tchouïkov, Сражение века, Moscow, Sovetskaya Rossiya,‎ 1975 (lire en ligne)
- (ru) Vassili Tchouïkov, От Сталинграда до Берлина, Moscow, Sovetskaya Rossiya,‎ 1985 (lire en ligne)
- (ru) S.N. Dmitriev, Советские войска в Германии 1945—1994, Moscow, Molodaya Gvardiya,‎ 1994 (ISBN 9785235022218)
- (ru) A.G. Lenskii et M.M. Tsybin, Советские сухопутные войска в последний год Союза ССР. Справочник, St. Petersburg, B&K,‎ 2001